# Краснобородько, Татьяна Ивановна
Татьяна Ивановна Краснобородько (род. 13 марта 1958, Северодонецк, Луганская область, Украинская ССР, СССР) — советский и российский литературовед-пушкинист, текстолог, историк литературы. Кандидат филологических наук (1991). Лауреат премии фонда имени Д. С. Лихачёва (2006).

## Биография
После окончания в 1981 году отделения русского языка и литературы филологического факультета Ленинградского университета и аспирантуры ИРЛИ была принята на работу в ИРЛИ (Пушкинский Дом) в сектор пушкиноведения. Затем была назначена хранителем Пушкинского рукописного фонда.
В 1991 защитила кандидатскую диссертацию по теме «Журнальные замыслы А. С. Пушкина и „Современник“».
С 2008 года — ведущий научный сотрудник ИРЛИ. Учёный хранитель Пушкинского рукописного фонда.

## Основные проекты
- А. С. Пушкин. Рабочие тетради. — СПб.-Лондон, 1995-97. Т. 1-8. (научный редактор и составитель; совместно с С. А. Фомичевым)
- А. С. Пушкин. Болдинские рукописи 1830 г. — СПб.: Изд-во «Альфарет», 2013. Т. 1-3. (автор-составитель; совместно с С. Б. Федотовой)